# Uzunovići
Uzunovići je naseljeno mjesto u sastavu općine Teočak, Federacija Bosne i Hercegovine, BiH.